# Брекнокшир
Брекнокшир (валл. Sir Frycheiniog, англ. Brecknockshire) — традиционное графство Уэльса, существовавшее в качестве административно-территориальной единицы в составе Англии в период с 1535 по 1888 год.
Брекнокшир граничил с уэльскими графствами Монмутшир и Гламорган на юге, Кардиганшир и Кармартеншир на западе и Радноршир на севере, а также английским графством Херефордшир на востоке.
Графство было образовано королём Генрихом VIII во время проведения реформы административной системы Англии, в соответствии с Актами о Законах Уэльса 1535—1543 годов. Территориальную основу новообразования составило аннексированное в коронную собственность владение лордов Валлийской марки Брекон, ранее бывшее самостоятельным валлийским королевством Брихейниог.
Актом о местном управлении 1888 года графство было преобразовано в административное графство Брекнокшир. Затем территориальное деление Уэльса было изменено Актом о местном управлении 1972 года, образовавшим двухуровневую административную систему, согласно которому земли Брекнокшира вошли в состав графства Поуис в качестве территориальной единицы второго уровня — района Брекон.
С 1996 года и по настоящее время земли Брекнокшира входят в состав унитарной административной области Поуис.